# Пустіана
Пустіана (рум. Pustiana) — село у повіті Бакеу в Румунії. Входить до складу комуни Пиржол.
Село розташоване на відстані 242 км на північ від Бухареста, 22 км на захід від Бакеу, 96 км на південний захід від Ясс, 130 км на північний схід від Брашова.

## Населення
За даними перепису населення 2002 року у селі проживала 1961 особа.
Національний склад населення села:
| Національність | Кількість осіб | Відсоток |
| -------------- | -------------- | -------- |
| румуни         | 1549           | 79,0%    |
| угорці         | 338            | 17,2%    |
| чанго          | 72             | 3,7%     |

Рідною мовою назвали:
| Мова      | Кількість осіб | Відсоток |
| --------- | -------------- | -------- |
| румунську | 1700           | 86,7%    |
| угорську  | 261            | 13,3%    |